# 8가-뉴욕 대학교역
8가-뉴욕 대학교역은 1917년에 개통한 미국의 철도역이다.

## 역 주변
- 뉴욕 대학교